# Phloeonemus
Phloeonemus is een geslacht van kevers uit de familie somberkevers (Zopheridae).

## Soorten
Deze lijst is mogelijk niet compleet.
| - P. catenulatus - P. granulatus - P. interruptus - P. marlorelli |